# حسين الصافي
حسين بن محمد رضا بن علي بن الصافي بن جاسم النجفي الحسيني العلوي وهو رجال القانون والقضاء والسياسة والأدب والشعر، ولد في النجف سنة 1924 وتوفي في 13 شباط 1987، ودفن في النجف.
تلقى تعليما دينا لم يرتق به، وانتمى إلى حزب البعث العربي الاشتراكي في بداياته، حتى صار مسؤول الحزب في النجف.
بعد ثورة 8 شباط 1963، عين متصرفا للواء الديوانية ثم كربلاء، لكنه أقيل بعد حركة 18 تشرين الثاني 1963.
شغل منصب وزير العدل للفترة من 1 آب 1971 حتى 24 كانون الأول 1973.
انتخب مطلع عام 1974 نقيبا للمحامين لدورة 1974-1975، وكانت يلعب دور الوسيط بين الحكومة العراقية والمرجعية في النجف.
توفي بحادث سيارة ليلة 12-13 شباط 1987.

## المثل العراقي
«مليوصة يا حسين الصافي» هو أحد الأمثال العراقية الشهيرة. قصة المثل تعود إلى أن السيد حسين الصافي حين كان يشغل وظيفة محافظ لمدينة الديوانية في العراق، ومن كثرة ما كلفته الحكومة من أمور لم يتمكن من تلبية ما تريد، فبدأ بالاعتذار منهم بقوله “مليوصة” وهي كلمة عراقية شعبية وتعني مضطربة، وبسبب ذلك ذهب قوله هذا مثلاً، بعد أن أصابت السيول لمدينة الديوانية خرج سكان المدينة في مظاهرة للمطالبة بالتعويضات وايضاً إنشاء السدود للسيطرة على السيول مستقبلاً فخرجوا يهتفون بالمظاهرات ب"مليوصة يا حسين الصافي" نظرا لاضراب وضع الحكومة في ذلك الوقت وأصبح من يريد أن يعبر عن اضطراب الأوضاع يقول “مليوصة يا حسين الصافي.

## عائلته
والده العلامة محمد رضا الصافي النجفي، وكان من الذين حاربوا العثمانيين والإنجليز، ولد عام 1881 وتوفي عام 1942.
وعمه الشاعر أحمد الصافي النجفي، وعمه الآخر العلامة محمد أمين الصافي النجفي، وله من الأخوة علي الذي شغل المنصب في وزارة أرشد العمري الثانية عام 1954، ومحمود والمحامي فاتك الصافي فكان من زملاء صدام حسين في المدرسة.
أما أولاده:
- مصعب،  أكمل الهندسة من الولايات المتحدة
- المنهل، أكمل الكلية في إدارة الأعمال في الولايات المتحدة، وله من الأولاد حسين وغيث
- مشعل، أكمل الهندسة من بريطانيا وله من الأولاد مضر
- نوفل، اكمل أدارة الأعمال في الولايات المتحدة، وله من الأولاد تمام وعلي